# Eustrotia hemicycla
Eustrotia hemicycla är en fjärilsart som beskrevs av Emilio Berio 1959. Eustrotia hemicycla ingår i släktet Eustrotia och familjen nattflyn. Inga underarter finns listade i Catalogue of Life.